# 巴西利奥·奥拉拉-奥凯洛
巴西利奥·奥拉拉-奥凯洛（1929年—1990年1月9日），乌干达军事家、政治家，乌干达全国解放军在与坦桑尼亚军队合作推翻伊迪·阿明时的一名指挥官。他曾于1985年短暂担任总统，其后成为乌干达军队的中将。
| 前任： 米尔顿·奥博特 | 乌干达总统 1985年7月27日—7月29日 | 繼任： 蒂托·奥凯洛 |